# مشروع غورغون
برنامج صواريخ غورغون أو ببساطة مشروع غورغون (بالإنجليزية: Project Gorgon)‏ هو مشروع أمريكي عسكري أشرفت عليه وحدة تعديل طائرات البحرية التابعة للبحرية الأمريكية بين عامي 1943 و1953 بهدف تطوير وإنتاج صواريخ تجريبية جو-جو، وجو-أرض، وأرض-أرض أطلق عليها اسم «صواريخ غورغون». خلافا للمتوقع، واجه المشروع أثناء قيامه عدة إكراهات تقنية أدت في نهاية المطاف إلى عدم دخول أي من صواريخ غورغون للخدمة، لكن البيانات والنتائج التي تم استخلاصها من التجارب ساهمت بشكل كبير في تطوير تقنيات التوجيه والإرشاد للصواريخ الموجهة.

## تاريخ

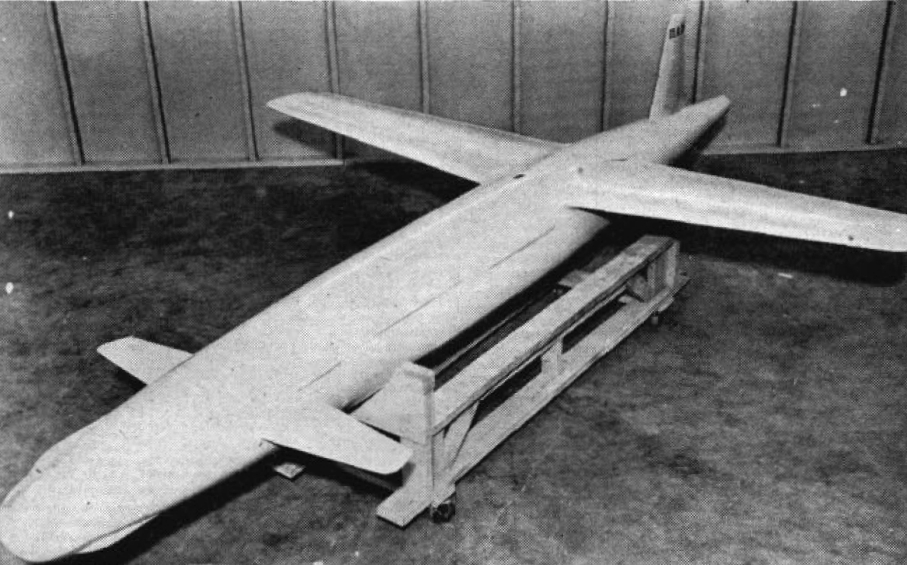
صاروخ غورغون II نموذج A في سنة 1947.

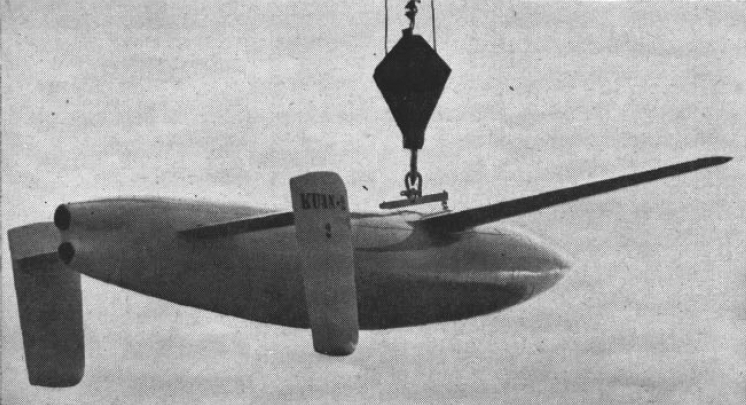
صورة لصاروخ غورغون III نموذج C يعود تاريخها لسنة 1947.

بدأ كل ذلك خلال أواخر سنوات الثلاثينيات، عندما اقترح القائد ديلمر فهرني أن يتم تطوير «طوربيد جوي» بغرض اعتراض الطائرات قاذفات القنابل. بحلول سنة 1940، قام مكتب الملاحة الجوية التابع للبحرية الأمريكية بدراسة الفكرة.
في مايو 1943، مع ظهور الطائرات والصواريخ النفاثة العملية، قامت البحرية الأمريكية أخيرا بإطلاق برنامج صواريخ غورغون، من مقره في وحدة تعديل طائرات البحرية (لاحقا محطة تطوير طيران البحرية) في بنسيلفانيا.
مع بدأ المشروع، تقرر إنشاء صاروخ جديد يعمل على محرك تربيني نفاث. كان ينبغي أن يكون مقذوفا خفيفا لا يزيد وزنه عن 660 رطلا (300 كلغ)، قادر على الوصول إلى سرعة 510 ميل في الساعة (820 كيلومتر في الساعة) بغرض استخدامه في تدمير قاذفات القنابل أو طائرات النقل العسكرية.
تم النظر في العديد من خيارات التوجيه، بما في ذلك التوجيه التلفزيوني بالاستعانة بكاميرا موجهة على مقدمة المقذوف، بالإضافة إلى التوجيه باستخدام أوامر يتم التحكم فيها عن طريق الراديو، أو التوجيه النشط بالرادار، أو التوجيه بالأشعة تحت الحمراء. بحلول أكتوبر 1943، أدت الدراسات التي أجريت على الديناميكا الهوائية وكذا التأخير في تطوير محركات نفاثة صغيرة مناسبة إلى اتخاذ قرار يقضي بتجربة تصميمين مختلفين: غورغون II، وغورغون III، الذي تمت تهيئته على شكل طائرة تقليدية صغيرة. كل من تلك الصواريخ ستكون مجهز بثلاثة أنواع مختلفة من المحركات. حيث أن النموذج "A" سيكون مدعوما بالصواريخ؛ في حين سيتم تجهيز "B" بمحرك تربيني نفاث و "C" محرك نفاث نبضي. لم يتم بناء لا غورغون IIB ولا غورغون IIIB بسبب محدودية تقنية المحرك التربيني النفاث (على الرغم من إنتاج طائرة هدف بدون طيار بأعداد صغيرة مستمدة من غورغون III)، بينما تم تغيير الغورغون IIIC ليكون صاروخا مزدوجا. بحلول شهر مايو لسنة 1945، أضيف إلى البرنامج تصميم لصاروخ جديد، يتعلق الأمر بصاروخ غورغون IV، الذي هو صاروخ جو-أرض مدعوم بمحرك نفاث تضاغطي.
في مارس 1945، تمت عملية إطلاق صاروخ غورغون IIA بنجاح؛ حيث كان بمثابة أول طائرة تعمل بمحرك صاروخي أو نفاث يتم التحكم بها عن بعد باستعمال موجات الراديو تتمكن من التحليق بنجاح في الولايات المتحدة. مع ذلك، وبالرغم من حدود نظام التوجيه (حينها أعرب مدير المشروع مولتون تايلور عن قلقه من قدرة العقل البشري على معالجة المعلومات بسرعة كافية، بالنظر إلى السرعة التي كانت تطير بها الصواريخ، للاستجابة بشكل مناسب للأوضاع المختلفة ) بالإضافة إلى المشاكل التكنولوجية الأخرى التي واجهت المشروع، أدت في نهاية المطاف في سنة 1945، مع نهاية الحرب العالمية الثانية، إلى استبدال عقود إنتاج صواريخ غوغون المختلفة، المعدة للإطلاق، ببرنامج للتدليل والتطوير التكنولوجي؛  إلا أن المشروع اعتبر ناجحا بشكل عام.
كجزء من عملية داونفال لغزو اليابان، تم التخطيط للاستخدام المكثف لصواريخ غورغون IIC التي تطلق من على السطح، خلال العملية؛ حيث تم طلب زهاء المائة صاروخ من شركة سنجر للتصنيع،  إلا أنه ومع نهاية الحرب كنتيجة للقصف الذري على هيروشيما وناجازاكي تم إلغاء عقود الإنتاج، فأصبح مشروع غورغون IIC هو الآخر مشروع بحثيا لا أكثر.

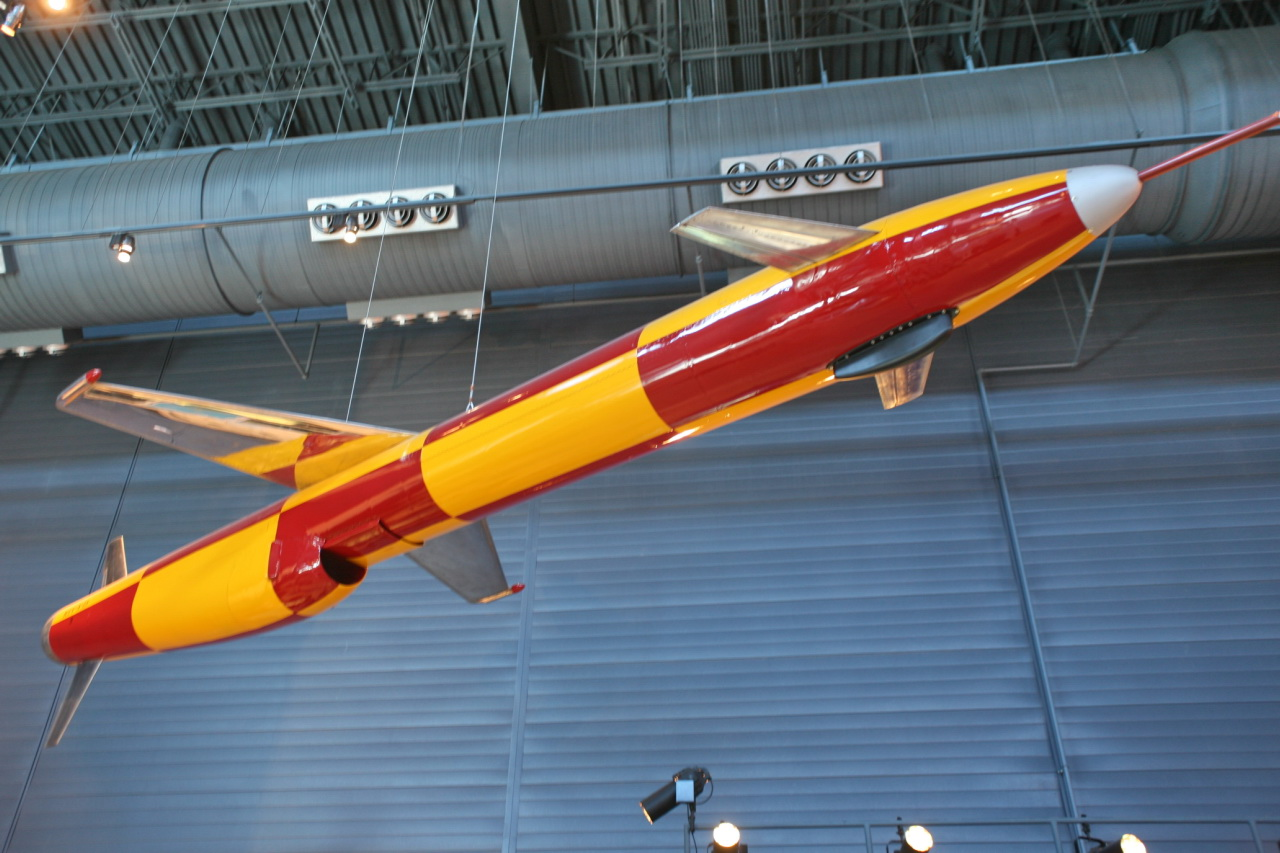
صاروخ بولوكس أثناء عرضه بمركز ستيفن إف أودفار هازي.

آخر منتج من عائلة صواريخ غورغون كان بولوكس(بالإنجليزية: Pollux)‏، وهي مركبة اختبار بمحرك نفاث نبضي مستندة إلى نموذج صارخ غورغون IIC، استُخدمت بين عامي 1949 و1951. ومع ذلك، بحلول سنة 1950، أدت بداية الحرب الباردة واندلاع الحرب الكورية إلى اقتراح تطوير غورغون IV ودمجه مع مركبة لتوزيع الأسلحة الكيميائية، تدعى غورغون V؛ استمر العمل على هذا الأخير (غورغون V) حتى نهاية سنة 1953، عندما أُلغي البرنامج، ما مثَّل نهاية مشروع غورغون.